# Bussö, Vårdö
Bussö är en ö och by i Vårdö kommun på Åland. Bussö har år 13 invånare (2020). Ön ligger i södra Vårdö och är i väster genom en 100 meter lång vägbank förbunden med ön Ängö och därifrån vidare förbunden med fasta Åland genom en vajerfärja över Ängö sund till Lumparland. De två öarna har ingen direkt vägförbindelse med övriga Vårdö.
Öns area är 2,13 kvadratkilometer och dess största längd är 2,8 kilometer i sydväst-nordöstlig riktning.

## Etymologi
Förledet i Bussö avser 'buss', ett slags fartyg använt bland annat för sillfiske. I Finland finns åtminstone ett tjugotal platsnamn med förledet buss eller bus, en stor del av dem är kända för sina goda hamnar.

## Befolkningsutveckling
| Befolkningsutvecklingen i Bussö 1990–2015 | Befolkningsutvecklingen i Bussö 1990–2015 | Befolkningsutvecklingen i Bussö 1990–2015 | Befolkningsutvecklingen i Bussö 1990–2015 | Befolkningsutvecklingen i Bussö 1990–2015 |
| ----------------------------------------- | ----------------------------------------- | ----------------------------------------- | ----------------------------------------- | ----------------------------------------- |
|                                           |                                           |                                           |                                           |                                           |
| År                                        |                                           |                                           | Folkmängd                                 |                                           |
| 1990                                      | 1990                                      |                                           | 10                                        |                                           |
| 1995                                      | 1995                                      |                                           | 6                                         |                                           |
| 2000                                      | 2000                                      |                                           | 5                                         |                                           |
| 2005                                      | 2005                                      |                                           | 4                                         |                                           |
| 2010                                      | 2010                                      |                                           | 6                                         |                                           |
| 2015                                      | 2015                                      |                                           | 6                                         |                                           |
| 2020                                      | 2020                                      |                                           | 5                                         |                                           |